# Липовец (Липецкая область)
Ли́повец — село в Воловском районе Липецкой области России. Административный центр Липовского сельсовета.

## География
Село находится в юго-западной части Липецкой области, в лесостепной зоне, в пределах восточных отрогов Среднерусской возвышенности, на левом берегу ручья Верхний Маловец, на расстоянии примерно 2 км (по прямой) к востоку-юго-востоку (ESE) от села Волово, административного центра района. Абсолютная высота — 178 м над уровнем моря.
Климат умеренно континентальный с теплым летом и умеренно морозной зимой.
Часовой пояс
Село Липовец, как и вся Липецкая область, находится в часовой зоне МСК (московское время). Смещение применяемого времени относительно UTC составляет +3:00.

## Население
| 2010 | 2012 |
| ---- | ---- |
| 176  | →176 |

Гендерный состав
По данным Всероссийской переписи населения 2010 года, в гендерной структуре населения мужчины составляли 40,3 %, женщины — соответственно 59,7 %.
Национальный состав
Согласно результатам переписи 2002 года, в национальной структуре населения русские составляли 99 % из 231 чел.

## Улицы
Уличная сеть села состоит из одной улицы (ул. Советская).